# Kurt von Lersner
Kurt von Lersner (12 décembre 1883 à Sarrebourg - 7 juin 1954 à Düsseldorf) est un diplomate allemand de la première moitié du XXe siècle. 
Il participa activement à la Conférence de paix de Paris en 1919.

## Biographie
Le baron Kurt von Lersner naît le 12 décembre 1883 à Sarrebourg, en Lorraine. Après des études à Cologne et Darmstadt, le jeune Kurt étudie le Droit à l'université de Bonn, puis à celles de Berlin et de Heidelberg. Il effectue son service militaire au 7e régiment de hussards, comme sous-lieutenant. En 1905, Kurt passe son doctorat à Heidelberg. En 1908, il part en France et travaille à Paris. Il réussit en 1910 le concours de la chancellerie pour servir aux Affaires étrangères. En juin 1911, Kurt von Lersner est promu Legationssekretär, avant d'être nommé à Washington, comme « second secrétaire » de la mission diplomatique.

### Première Guerre mondiale
Lorsque la guerre éclate, Kurt von Lersner revient en Europe, où il est affecté au Grand État-Major général à la section politique. En 1916, il travaille, comme agent de liaison, sous la direction de son compatriote Bartenwerffer, avec le grade de Rittmeister. En 1917, il est libéré du service militaire actif, pour se consacrer exclusivement à la diplomatie et aux Affaires étrangères. Jusqu'en octobre 1918, il travaille sous la direction de Kühlmann.
En septembre 1918, Lersner travaille pour la commission d'armistice à Spa, puis à celle des finances au château de Villette en avril 1919. À Versailles, il travaille avec le ministre des Affaires étrangères Brockdorff-Rantzau, puis avec son successeur en juin 1919. Kurt von Lersner obtient des concessions importantes dans ces négociations difficiles. En février 1920 notamment, il refuse d'accepter la liste des « criminels de guerre » allemands, transmise par les Alliés, et préfère démissionner.
De juin 1920 à mars 1924, Kurt von Lersner siège au Reichstag, en tant que représentant du DVP et membre de la commission des « Affaires étrangères ». À ce titre, il enquête sur les causes de la guerre et la poursuite de la guerre de 1914 à 1918.
De 1929 à 1934, Kurt von Lersner travaille comme conseiller de IG Farben. Il travaille ensuite sur son domaine de « Nieder-Erlenbach », près de Francfort.

### Seconde Guerre mondiale
De 1939 à 1946, Kurt von Lersner est affecté en Turquie, où il travaille comme diplomate, sous la direction de Franz von Papen. À l'ambassade d'Istanbul, Lersner se voit confier les missions d'un attaché culturel. Lersner œuvre en fait dans l'ombre pour la paix, n'hésitant pas à organiser une réunion secrète entre Wilhelm Canaris et George Howard Earle, un proche du président américain Roosevelt, à la fin du mois de janvier 1943.
Le baron Kurt von Lersner-Nieder Erlenbach décéda le 7 juin 1954 à Düsseldorf, en Rhénanie-du-Nord-Westphalie.

## Publications
- Als Vorsitzender der Friedensdelegation in Paris, Hamburg s.a. [1920].
- Versailles!, Berlin, 1921.
- Deutschland und die Schuldfrage, Berlin, 1923.

## Sources
- Lersner, Kurt, Freiherr von in Reichshandbuch der deutschen Gesellschaft - Das Handbuch der Persönlichkeiten in Wort und Bild.  2e vol., Deutscher Wirtschaftsverlag, Berlin, 1931 (p. 1104–1105).
- Maria Keipert : Biographisches Handbuch des deutschen Auswärtigen Dienstes 1871–1945. Herausgegeben vom Auswärtigen Amt, Historischer Dienst, vol. 3: Gerhard Keiper, Martin Kröger: L–R. Schöningh, Paderborn, 2008.
- Horst Mühleisen: "Lersner, Kurt Freiherr von" in: Neue Deutsche Biographie, vol 14, Duncker & Humblot, Berlin, 1985 (p.323 et suiv.) (en ligne)
- Horst Mühleisen: Kurt Freiherr von Lersner. Göttingen, 1988.
- "Lersner(-Nieder Erlenbach), Kurt Freiherr von" sur munzinger.de
- Horst Mühleisen: Kurt von Lersner, Diplomat im Umbruch d. Zeiten 1918–20, Diss. Köln 1983.